# Богодарівська волость (Верхньодніпровський повіт)
Богодарівська волость — історична адміністративно-територіальна одиниця Верхньодніпровського повіту Катеринославської губернії.
Станом на 1886 рік складалася з 10 поселень, 10 сільських громад. Населення — 1315 осіб (573 чоловічої статі і 679 — жіночої), 573 дворових господарств.
|                     | Площа, десятин | У тому числі орної, дес. |
| ------------------- | -------------- | ------------------------ |
| Сільських громад    | 1135           | 1002                     |
| Приватної власності | 13853          | 2835                     |
| Іншої власності     | 150            | 58                       |
| Загалом             | 15138          | 3895                     |

Найбільші поселення волості:
- Богодарівка (Генеральське) — село над річкою Самоткань в 7 верстах від повітового міста, 221 особа, 45 дворів, православна церква
- Надеждівка (Шошинівка) — село над Дніпром, 221 особа, 45 дворів, 1 православна церква[2]